# Republica Moldova la Jocurile Europene din 2015
Republica Moldova a participat la Jocurile Europene din 2015 la Baku în Azerbaijan în perioadă 12-28 iunie cu o delegație de 86 de sportivi care au concurat la 11 sporturi: atletism, tir cu arcul, lupte, box, canoe sprint, ciclism, tir sportiv, natație, taekwondo, sambo și judo.

## Medaliați
| Medalie | Nume                | Sport | Probă                | Dată     |
| ------- | ------------------- | ----- | -------------------- | -------- |
| 2       | Piotr Ianulov       | Lupte | Libere – 86 kg       | 18 iunie |
| 3       | Svetlana Saenko     | Lupte | Feminine – 75 kg     | 16 iunie |
| 3       | Alexandru Chirtoacă | Lupte | Lupte libere – 57 kg | 17 iunie |

## Sporturi

### Judo
Republica Moldova va fi reprezentată de trei judoka: Valeriu Duminică, Artiom Nacu și Cristina Budescu.

### Scrimă
Republica Moldova i-a trimis pe doi sabreri din Școala de Scrimă din Chișinău.
| Sportiv        | Probă          | Primul tur                 | Optimi                     | Sferturi de finală         | Semifinale                 | Finală mică/Finală mare    | Finală mică/Finală mare    |
| Sportiv        | Probă          | Adversar Rezultat          | Adversar Rezultat          | Adversar Rezultat          | Adversar Rezultat          | Adversar Rezultat          | Loc                        |
| -------------- | -------------- | -------------------------- | -------------------------- | -------------------------- | -------------------------- | -------------------------- | -------------------------- |
| Piotr Mateișin | Sabie masculin | Eliminat în fază grupelor  | Eliminat în fază grupelor  | Eliminat în fază grupelor  | Eliminat în fază grupelor  | Eliminat în fază grupelor  | Eliminat în fază grupelor  |
| Aliona Jelachi | Sabie feminin  | Eliminată în fază grupelor | Eliminată în fază grupelor | Eliminată în fază grupelor | Eliminată în fază grupelor | Eliminată în fază grupelor | Eliminată în fază grupelor |

### Taekwondo
Sportivul de origine britanică Aaron Cook a participat în categoria de greutate de până la 80 kg.

## Legături externe
- Listă oficială sportivilor la Comitetul Național Olimpic și Sportiv din Republica Moldova
- en  az  Tabloul medaliilor pentru Republica Moldova Arhivat în 20 iunie 2015, la Wayback Machine. pe site-ul oficial